# Gabriel Vidović
Gabriel Vidović (Augsburg, 1 de dezembro de 2003) é um jogador de futebol profissional croata nascido na Alemanha que atua como meia-atacante e atacante no Bayern de Munique e na seleção sub-21 da Croácia.
De ascendência bósnia, Vidović teve a oportunidade de atuar pelas seleções de base da Alemanha, mas optou seguir pela seleção croata.

## Carreira
Em 2016, Vidović se juntou à academia de jovens do Bayern de Munique. Após realizar atuações pelo Bayern de Munique II na quarta divisão do futebol alemão, ele assinou um contrato com o time principal até 2025.
Mais tarde, o técnico Julian Nagelsmann o incluiu no time do Bayern, no qual ele estreou na Bundesliga em 17 de abril de 2022, entrando como substituto de Serge Gnabry, em uma vitória por 3–0 sobre o Arminia Bielefeld.
Em 30 de agosto de 2022, Vidović se transferiu ao clube da Eredivisie, Vitesse, por empréstimo para a temporada.
Em 30 de agosto de 2023, ele foi emprestado ao Dinamo Zagreb, com opção de compra.
Em 30 de agosto de 2024, Vidović estendeu seu contrato com o Bayern de Munique até 2026 e foi posteriormente emprestado ao Mainz 05 para a temporada 2024–25.

## Títulos
Bayern de Munique
- Bundesliga: 2021–22, 2024–25[11]
- Supercopa da Alemanha: 2021, 2022

Dinamo Zagreb
- Campeonato Croata: 2023–24
- Copa da Croácia: 2023–24